# Ralf Rothmann

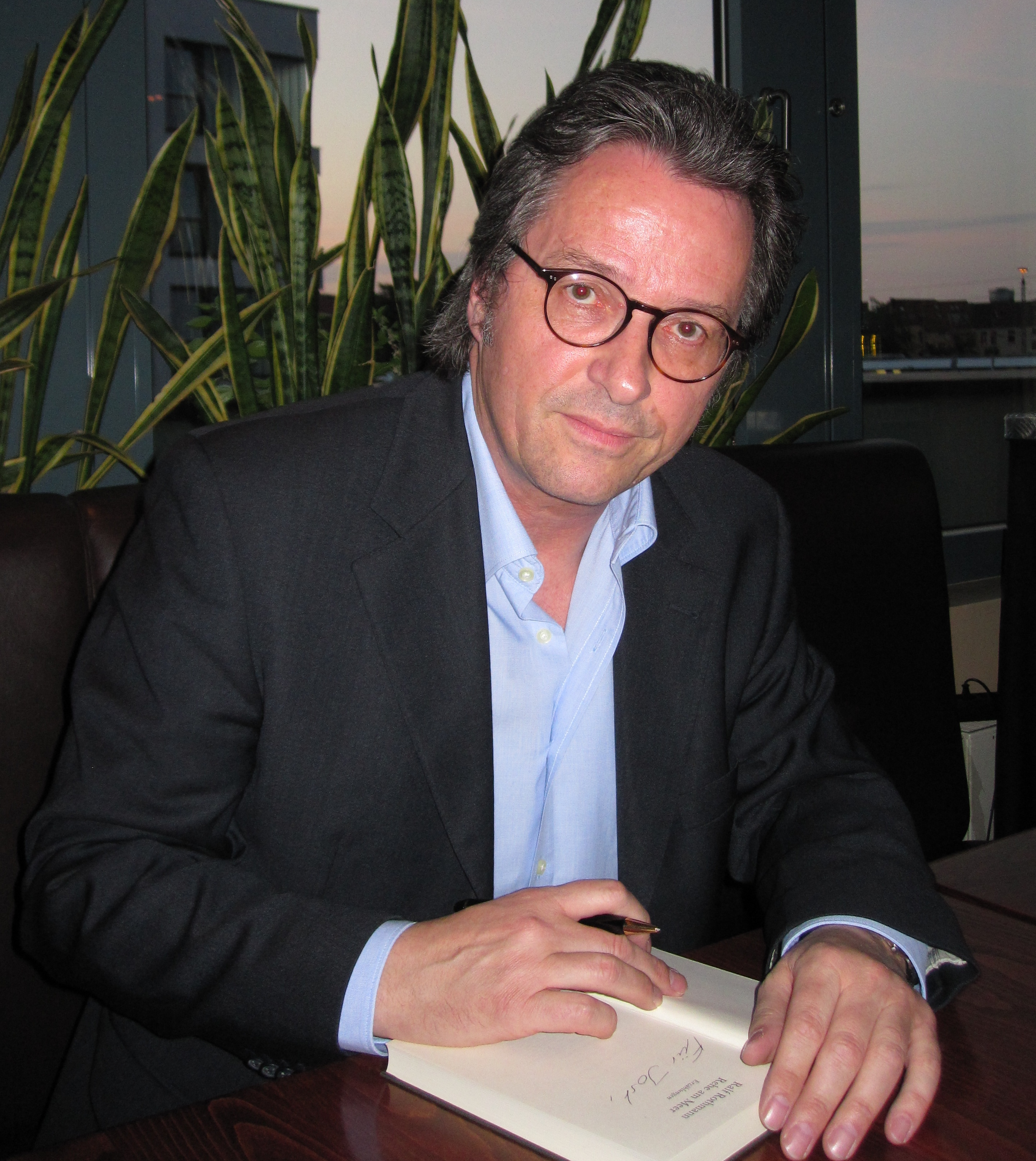
Ralf Rothmann (2012)

Ralf Rothmann (* 10. květen 1953, Schleswig, Šlesvicko-Holštýnsko) je současný německý spisovatel, žijící v Berlíně.

## Život a dílo
Narodil se ve Schleswigu na severu Německa, ale vyrůstal v Oberhausenu v Porúří. Vyučil se zedníkem, posléze vykonával celou řadu jiných povolání, byl např. řidičem, pečovatelem, či dokonce tiskařem. Od roku 1976 žije jako spisovatel na volné noze v Berlíně.
Upozornil na sebe především jako vypravěč, mezi jehož nejznámější díla náleží kupříkladu Stier (1991), Wäldernacht (1994), Flieh, mein Freund! (1998), Milch und Kohle (2000), Hitze (2003) nebo Feuer brennt nicht (2009) etc.. Jeho literárními vzory jsou pak William Shakespeare, Cesare Pavese, Julio Cortázar, Anton Pavlovič Čechov, Heinrich Böll, Heinrich Mann, či Rainer Maria Rilke.

### Zemřít na jaře (2015)
Knize Zemřít na jaře, jež líčí osud dvou mladých nezletilých mužů, kteří museli za druhé světové války narukovat do armády, byl předlohou osud jeho vlastního tatínka, horníka, který s Ralfem o svojí temné minulosti nikdy nehovořil, mlčel. Autor se zde zaobírá otázkou viny, válečnými traumaty svého otce, jenž sám byl v 18 letech povolán do zbraně a jenž z pohledu svého syna ztělesňoval právě onu zlomenou a ztracenou generaci. Sám sebe vnímal jako oběť, ačkoliv na něho po válce bylo nazíráno jako na pachatele.

### České překlady z němčiny
- Zemřít na jaře (orig. ''Sterben im Frühling: Roman", 2015)[12]. 1. vyd. Praha: Argo, 2017. 220 S. Překlad: Tomáš Dimter

## Ocenění (výběr)
Za svojí literární činnost obdržel četná ocenění:
- 2006 – Cena Maxe Frische[13]
- 2010 – Walter-Hasenclever-Literaturpreis der Stadt Aachen[14]
- 2017 – Kleistova cena[15]